# Glotofagia
La glotofagia (del griego glosa, 'lengua'; y phagos, 'comer'), lingüicidio o genocidio lingüístico designa el proceso político-social mediante el cual la lengua de una determinada cultura desaparece parcial o totalmente, víctima de la influencia, en mayor parte directa y coercitiva, de otra cultura.
El término es utilizado en el campo de la sociolingüística para señalar el fenómeno que se da mayormente en el choque de culturas y poder entre dos sociedades con lenguas diferentes, en el cual una de las dos sociedades superpone su lengua sobre la otra y esta última termina desapareciendo.
La glotofagia es una de las caras del etnocidio, puesto que, al desaparecer una lengua total o parcialmente, también lo hará su cultura. No hay sociedad sin comunicación y no hay comunicación sin sociedad.
La desaparición de una lengua no guarda relación con alguna supuesta inferioridad, o superioridad, de su sistema lingüístico, sino que se relaciona con factores no lingüísticos como pueden ser la inferioridad militar de un pueblo sobre otro o las posibilidades de resistencia del pueblo que la habla.
El proceso glotofágico tiene tres componentes:
- Componente económico: es la principal causa de conflicto entre países, lo que lleva a la migración o colonización del pueblo dominado.
- Componente jurídico: constituye el aparato legislativo que se pone en marcha en el proceso de migración, en el que el habitante autóctono se torna extranjero en su propia tierra. Parte de este aparato glotofágico es la escuela, ya que es obligatoria y se dicta en la lengua dominante.
- Componente ideológico: son prejuicios lingüístico-culturales que avalan la desaparición de las lenguas consideradas inferiores. Además, lleva a confundir el concepto de colonización con el de civilización, con todo lo que ello implica.
- Un ejemplo de lingüicidio contra el quechua se dio después del debelamiento del levantamiento de José Gabriel Condorcanqui, mediante una disposición real del monarca español, en el siglo XVIII.[1] Acto de esa cultura y de esa humanidad que se resarció en 1975, por disposición del Gobierno nacionalista de Juan Velasco Alvarado, en ese mismo año.

## Tipos de glotofagia
- Gradual
- De abajo hacia arriba: esto se produce cuando el cambio lingüístico comienza en un entorno de bajo nivel.
- De arriba hacia abajo: este se produce cuando el cambio lingüístico comienza en un entorno de alto nivel, como por ejemplo, el gobierno de un lugar.
- Radical
- Lingüicidio

El proceso más común que lleva a la muerte de un lenguaje es en el que una comunidad de hablantes de una lengua se convierte bilingüe en otro idioma, y gradualmente pasa a hablar la segunda lengua hasta que deja de usar su lengua original. Este es un proceso de asimilación que puede ser voluntario o puede ser forzado. Los hablantes de algunas lenguas, particularmente las lenguas regionales o minoritarias, pueden decidir abandonar su primera lengua por motivos económicos o utilitarios, a favor de las lenguas consideradas como de mayor utilidad o prestigio. Este proceso es gradual y puede ocurrir ya sea de abajo hacia arriba o de arriba abajo.
Idiomas con una población pequeña, aislada geográficamente de otros hablantes, también pueden morir cuando sus hablantes desaparecen por un genocidio, una enfermedad o un desastre natural.
Una lengua es a menudo declarada muerta, incluso antes de que haya muerto el último hablante nativo de la lengua. Si existen sólo unos pocos hablantes ancianos de una lengua, y que ya no utilizan ese lenguaje para la comunicación, la lengua es considerada muerta. 
La muerte de las lenguas puede ser rápida cuando a los niños se les enseña a evitar la lengua de sus padres por razones como las oportunidades de trabajo y la situación social. En otras ocasiones, las lenguas minoritarias sobreviven mucho mejor, por ejemplo, cuando los hablantes tratan de aislarse contra una población mayoritaria. A menudo, en especial históricamente, los gobiernos han tratado de promover la muerte de las lenguas, ya que no querían usar las lenguas minoritarias.

## Consecuencias en la gramática
Cuando una lengua se está perdiendo, sufre cambios, que hacen su lenguaje más similar a la lengua a la cual se está evolucionando gradualmente. Esto se produce cuando los hablantes reemplazan a menudo elementos de su propia lengua con elementos de la otra lengua.
Las consecuencias en la gramática pueden ser: 
- Sobre-generalización
- Pérdida de contrastes fonológicos.
- Variabilidad
- Cambios en el orden de las palabras.
- Pérdida morfológica.
- Pérdida sintáctica.
- Pérdida de formación de palabras nuevas.

## Las lenguas muertas y los cambios en el lenguaje
Los lingüistas distinguen entre la lengua muerta y el proceso en el que una lengua se convierte en una lengua muerta a través del cambio normal del lenguaje. Esto sucede cuando una lengua, en el curso de su desarrollo normal, se transforma poco a poco en algo que luego es reconocido como una lengua separada, distinta, dejando a la vieja forma sin hablantes nativos. Así, por ejemplo,  el inglés antiguo puede ser considerado como una lengua muerta, sin hablantes nativos, aunque nunca ha muerto, sino que simplemente ha cambiado y se ha convertido en el inglés moderno. El proceso de cambio de idioma también puede implicar la división de una lengua, en una familia de varias lenguas, dejando a la lengua común como una lengua muerta. Esto le ha sucedido al latín, que a través del latín vulgar desarrolló en las lenguas romances. Este proceso no se describe normalmente como muerte de las lenguas, porque se trata de una cadena ininterrumpida de transmisión normal de la lengua de una generación a la siguiente, con solo pequeños cambios que se producen gradualmente. Así, con respecto al latín, este no desaparece, sino que evoluciona de manera diferente en diversas áreas geográficas, y sus formas modernas son identificadas por una plétora de nombres distintos, como el francés, portugués, español, italiano, rumano, catalán, etc.